# Dipartimento di Intibucá
Il dipartimento di Intibucá è un dipartimento dell'Honduras occidentale avente come capoluogo La Esperanza.
Il dipartimento di Intibucá comprende 17 comuni:
- Camasca
- Colomoncagua
- Concepción
- Dolores
- Intibucá
- Jesús de Otoro
- La Esperanza
- Magdalena
- Masaguara
- San Antonio
- San Francisco de Opalaca
- San Isidro
- San Juan
- San Marcos de la Sierra
- San Miguelito
- Santa Lucía
- Yamaranguila